# Geremeas
Geremeas è una rinomata località turistica del comune di Quartu Sant'Elena ed è situata nella costa orientale del golfo di Cagliari. Ci si arriva percorrendo fino al 18 km la strada provinciale 17 che da Cagliari porta a Villasimius.

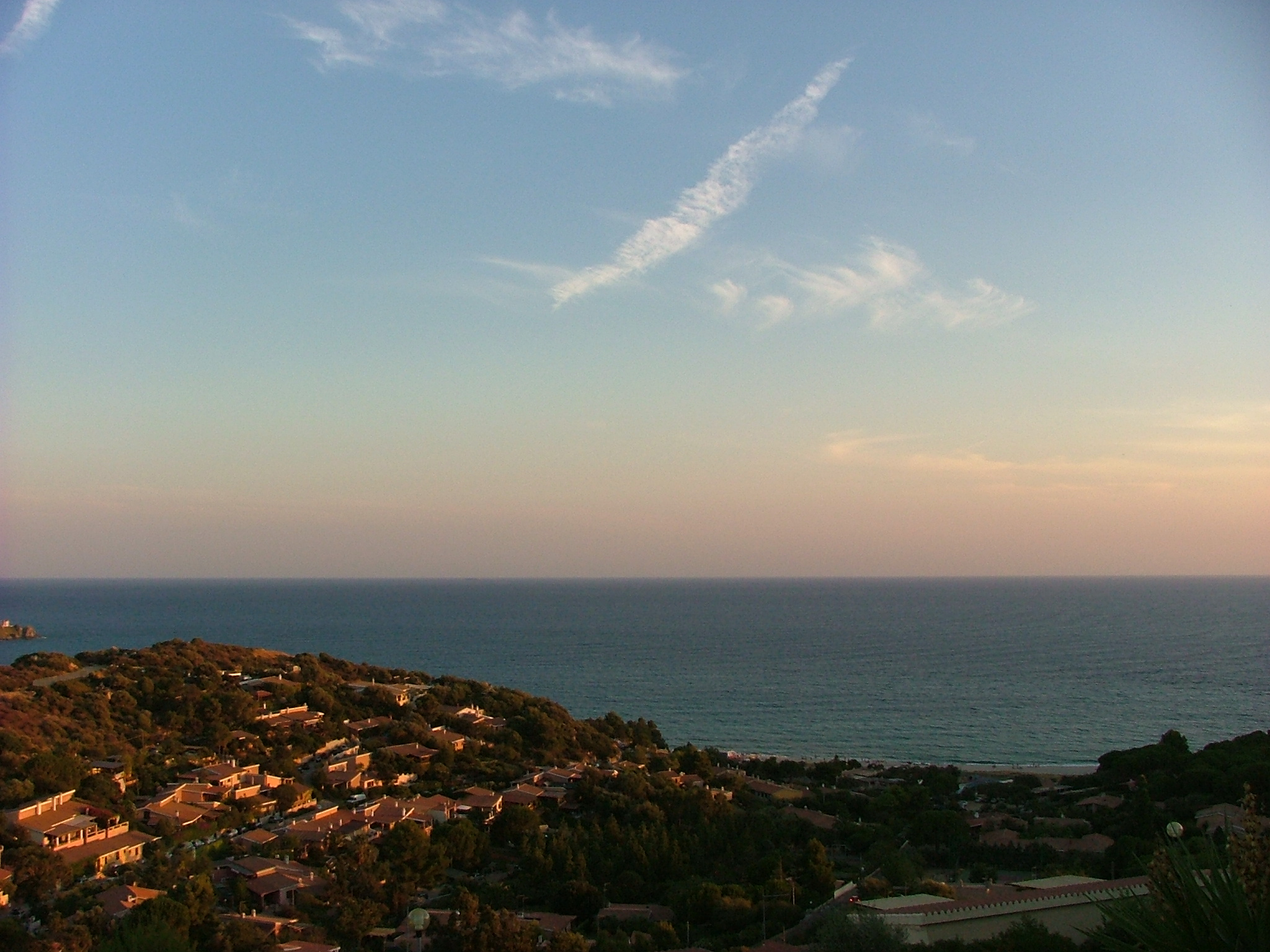
Il golfo di Geremeas

La baia di Geremeas, lunga tre  chilometri, è sicuramente una delle più belle della costa. Il mare cristallino raggiunge subito una certa profondità e la sabbia è bianca e di grana un po' grossa. Sicuramente apprezzabili le dune di sabbia che spiccano dietro la spiaggia.
Esposta ai venti, è sicuramente sconsigliata, in presenza di un forte Maestrale, la sosta e la balneazione: la sabbia infatti smeriglia (si alza) e il mare è agitato. In questi fragenti la baia diventa meta dei surfisti che fanno evoluzioni con kite e windsurf.

Splendidi i tramonti sul mare con il sole che lentamente si "nasconde" dietro Cagliari.
Nel mare di Geremeas sfocia l'omonimo fiume, il Riu Geremeas, che durante la stagione invernale aumenta notevolmente la sua portata d'acqua arrivando a sfociare nel mare, mentre d'estate si riduce fortemente creando un piccolo laghetto a ridosso della spiaggia dove è anche possibile trovare delle anatre. Il fiume rappresenta il confine tra il comune di Quartu Sant'Elena e quello di Maracalagonis.
A luglio 2006 si è verificato nella spiaggia di Geremeas un evento eccezionale per la Sardegna: per la prima volta una tartaruga marina, la Caretta caretta, ha depositato le uova nelle spiagge dell'isola.
La band svedese Mando Diao, ha girato a Geremeas il video della canzone The Band.